# 乐德镇
乐德镇是中华人民共和国四川省自贡市荣县下辖的一个镇，距县城23公里，邻接东佳镇，南与留佳镇相望，西与望佳镇毗邻，北靠双古镇。2004年9月，合并后的乐德镇面积26.46平方公里，总人口为23038人，下辖8个行政村、1个社区，108个村（居）民小组。
乐德镇历史悠久，与广汉三星堆遗址一样具有重要的价值的宝墩遗址位于该镇。

## 行政区划
乐德镇下辖以下地区：
乐德场社区、李家堰社区、桥凼村、大屋村、兔山村、棋盘村、高滩村、磨子村、回龙殿村、筲箕嘴村、山东村、竹马村、天宫庙村、松林村、太平村、柑子坳村、万人村、板栗村和南华村。